# Boris Williams
Boris Peter Bransby-Williams (Versailles, 24 aprile 1957) è un batterista inglese conosciuto per la sua permanenza nei The Cure.
Nel corso della sua carriera ha suonato anche nei Thompson Twins e nei Babacar.

## Biografia
Proviene da una famiglia numerosa: ha 4 sorelle (Juliet, Caroline, Mira e Sarah) e 2 fratelli (Michael e Morgan). Vive a Belgrado fino al 1963, poi si trasferisce a Farnham, nel Surrey.
Prima dei Cure suona con vari altri artisti, tra cui Kim Wilde, Flirtations e Sadista Sisters. Si unisce ai Cure durante il loro tour del 1984 in supporto a The Top, in quanto la band si trovava senza un batterista, data la partenza forzata di Andy Anderson, grazie alla sua conoscenza con Phil Thornalley dai tempi dei Thompson Twins. Il suo primo concerto con il gruppo risale al 7 novembre di quell'anno a Minneapolis, al First Avenue/The Entry.
Con lui la band trova una stabilità di formazione e comincia la scalata al successo e grazie alla sequenza di album The Head on the Door, Kiss Me Kiss Me Kiss Me, Disintegration giungono al top delle classifiche mondiali.
È generalmente considerato dai fan come il più talentuoso batterista tra tutti quelli mai stati nella band.
Williams lascia la band nel 1993; il suo ultimo concerto sarà al Finsbury Park di Londra il 13 giugno 1993 in favore della radio Xfm. Poco dopo parte per un progetto musicale chiamato Babacar insieme alla sua ragazza, Caroline Crawley, frontman degli Shelleyan Orphan. La band, che comprendeva anche Roberto Soave, Jem Tayle e Rob Steen, ha pubblicato un album omonimo nel 1998.
Torna a collaborare con i Cure nel 2001, in occasione dell'uscita del Greatest Hits, per suonare le percussioni in nuove versioni acustiche dei successi della band, per un CD bonus chiamato Acoustic Hits.

## Discografia

### Con i The Cure
- 1985 - The Head on the Door
- 1987 - Kiss Me Kiss Me Kiss Me
- 1989 - Disintegration
- 1990 - Mixed Up
- 1991 - Entreat
- 1992 - Wish
- 1993 - Show
- 1993 - Paris
- 2001 - Greatest Hits

### Con i Babacar
- 1998 - Babacar